# El discípulo (película de 2020)
El discípulo (título internacional: The Disciple) es una película dramática en idioma marathi indio de 2020 escrita, dirigida y editada por Chaitanya Tamhane. Está protagonizada por Aditya Modak, Arun Dravid, Sumitra Bhave, Deepika Bhide Bhagwat y Kiran Yadnyopavit. Alfonso Cuarón se desempeña como productor ejecutivo.
Entró en la sección de competencia principal en el 77.º Festival Internacional de Cine de Venecia, convirtiéndose en la primera película india desde Monsoon Wedding (2001) en competir en el festival. En Venecia, la película ganó el Premio Internacional de la Crítica FIPRESCI presentado por la Federación Internacional de Críticos de Cine (FIPRESCI, abreviatura de Federation Internationale de la Presse Cinematographique). También se proyectó en el Festival Internacional de Cine de Toronto de 2020, donde fue nombrada ganadora del premio Amplify Voices.

## Sinopsis
Sharad Nerulkar ha dedicado su vida a convertirse en un vocalista de música clásica india, siguiendo diligentemente las tradiciones y la disciplina de los viejos maestros, su gurú y su padre. Pero a medida que pasan los años, Sharad comienza a preguntarse si realmente es posible alcanzar la excelencia por la que se esfuerza.

## Producción

### Desarrollo
Después del estreno de su película debut como director Court en abril de 2015, Chaitanya Tamhane trabajó en una extensa investigación para escribir un guion basado en la música clásica india en septiembre de 2015. Alrededor de marzo de 2016, comenzó los trabajos de escritura del proyecto que tardó más de 18 meses en completarse, ya que Chaitanya afirmó que "la primera página del guión fue muy difícil de descifrar. Me tomó 22 meses completar la primera página y en los siguientes dos meses, se completó todo el guion". No se tomó mucho tiempo para reescribir el guion, ya que Chaitanya declaró que su primer borrador también era el borrador final del guion.
Como parte del trabajo de investigación, Chaitanya viajó a varias ciudades, incluidas Delhi, Calcuta (Academia de Investigación ITC Sangeet), Varanasi, Pune y Ahmedabad. Agregó que además de entrevistar a músicos, también tuvo que formar amistades genuinas y construir una relación con ellos para que puedan "abrirse y dejar entender su mundo interior".En una entrevista con The New Indian Express, Tamhane declaró que "The Disciple está ambientado en el mundo de la música clásica, pero no se trata de músicos que atraen conciertos con entradas agotadas en grandes auditorios, se trata de músicos que están al margen y son una parte de la subcultura en Bombay".
{{Cita|Es el viaje de un vocalista clásico indio criado por su padre e inculcado en esta música. Ha crecido con estas historias de maestros del pasado, el conocimiento secreto y la intimidante y compleja forma de arte que intentan perfeccionar. El tipo de valores en los que crecen los vocalistas. Pero también intenta desenvolverse en una vida práctica y real.|fuente=Chaitanya Tamhane, opening about the script of The Disciple in an interview with The Indian Express. Al compartir sobre su relación con Alfonso Cuarón, Tamhane opinó que "para la mente de un cineasta independiente, las restricciones son lo primero. Hay muchas otras cosas a nivel práctico y técnico cuando se trata de hacer cine". Agregó que Alfonso lo había guiado a través del trabajo, diciendo que "si la visión está ahí, el resto seguirá", y también lo ayudó a motivarlo durante todo el proceso.
Para el papel de Sharad Nerulkar, Tamhane declaró que la persona debe tener habilidades para cantar, actuar y también hablar marathi con fluidez. En una entrevista con el Hindustan Times, agregó: "Fuimos con un recién llegado [Aditya Modak, un cantante clásico y contador público] porque pensamos que sería más fácil conseguir un músico que pudiera actuar en lugar de viceversa. Pero tuvimos que hacer esto para la mayoría de los papeles clave, y solo el casting nos tomó todo un año".

### Guion
En la entrevista de Baradwaj Rangan con Film Companion, Tamhane agregó que el conflicto esencial en The Disciple proviene de Grey Elephants, la obra que hizo con Vivek Gomber. Agregó además que "Me enamoré del campo del teatro por todas estas historias y secretos, este conocimiento antiguo perdido y este género musical complejo e intimidante con raíces en la religión y la espiritualidad. Todo esto colectivamente me fascinó. Empecé a asistir a muchos conciertos de música clásica y viajé a lugares como Kolkata, Varanasi, Delhi e incluso Mumbai tiene una escena realmente vibrante de música clásica india. Empecé a entrevistar a músicos. La mayor parte de la historia y los personajes comenzaron a surgir de mi parte del trabajo de investigación".
En una entrevista de 2020 para Scroll.in, Tamhane agregó que The Disciple está hecho con "una amalgama de ideas" que obtuvo durante la investigación de la película y que también se convirtió en su historia personal, afirmando que "aunque el cine es un medio mucho más joven, la tecnología en auge en el siglo XXI, también son temas relevantes para la música clásica india". Agregó que muchas cosas en la música clásica india ya no son relevantes o verdaderas, como el guru-shishya parampara (tradición alumno-maestro). Afirmó que The Disciple puede traer dos mundos, uno de los cuales es la música indostaní y el otro las tradiciones consuetudinarias que no se ven en los tiempos modernos.

### Filmación y posproducción
El rodaje de la película se llevó a cabo durante más de dos años y la película está ambientada íntegramente en Mumbai. Para la cinematografía, Tamhane contrató a Michael Sobocinski de Polonia después de la sugerencia de Cuarón. Si bien quería que esta película fuera "romántica", "texturizada" y subjetiva", que es marcadamente diferente de Court, no pudo encontrar un director de fotografía apropiado para el guion, por lo que insistió en que Cuarón lo hiciera. Cuarón contactó a su director de fotografía estándar, Emmanuel Lubezki, para esto, quien recomendó el nombre de Michael. Aunque filmó pocos comerciales en India, Michael pasó algunos meses en el país para comprender el tema de la película.
Tamhane se acercó a Aneesh Pradhan, ex jugadora de tabla e historiadora de la música, con quien compartió una relación después de apreciar la película debut del director, Court . Al describir la música de Pradhan en detalle, afirmó que "incluso si los músicos están interpretando bandidos tradicionales, tienen que ser curados, personalizados y modificados para la película. Hay entre cinco y seis secuencias de música en la película, y quería que dieran forma al paisaje sonoro de la película y que informaran al espectador sobre lo que está sucediendo exactamente. Las unidades individuales de música tenían que funcionar como un todo. La idea era mostrar el viaje de un raga a una gran economía".
Naren Chandravarkar trabajó en el diseño de sonido y la premezcla del álbum. En lugar de grabar a los músicos por separado, Tamhane decidió reunir a músicos completos en una sola habitación para grabarlos juntos. Tamhane también instaló una configuración de tres cámaras para fotografiar a los músicos de cerca y poder capturar sus reacciones mientras tocan la música. Agregó además que esto se convertiría en la referencia durante el rodaje real para estos músicos, cuando se conviertan en parte del elenco durante el rodaje principal, afirmando que "Los músicos reaccionaron al momento durante la grabación original de la música y yo quería capturar eso".

### Efectos visuales
El mentor de Tamhane, Alfonso Cuarón, trabajó en el uso de efectos visuales en la película, también insistió en el uso correcto de VFX de manera que "se vuelva completamente invisible para la narrativa y no se use en lo más obvio", que trabaja para mejorar. la narración Cuarón es conocido por el uso preciso de los efectos visuales en la película y durante el trabajo para Roma, notó cuántos efectos visuales se incluyen en dos de sus escenas: una es la escena de apertura y otra escena clave que tiene lugar en la playa. . Agregó que el VFX es "insidioso", que juega un "papel invisible en la película". Cuarón también trabajó en la mezcla Dolby Atmos de la partitura de fondo . Tamhane estuvo presente en la mezcla de sonido de Roma y pasó tiempo con los ingenieros que lo capacitaron para usar la herramienta de manera más eficiente, lo que desempeñó un papel clave en el guion de la película . 

## Estreno
The Disciple se estrenó en la sección de competencia principal el 4 de septiembre de 2020 en el 77 ° Festival Internacional de Cine de Venecia, convirtiéndose en la primera película india desde Monsoon Wedding (2001) en competir en el festival. También se proyectó en el Festival Internacional de Cine de Toronto de 2020 el 12 de septiembre de 2020, que fue la única película india que se proyectó en el lugar. Debido a la pandemia de COVID-19, el equipo encontró dificultades para conseguir que los cines se estrenaran y, finalmente, vendió los derechos de distribución a Netflix. El 3 de marzo de 2021, Netflix anunció el lanzamiento de la película en sus primeros 41 originales indios programados para el lanzamiento del año. El tráiler oficial de la película se dio a conocer el 26 de marzo de 2021 y se anunció además la fecha de estreno del 30 de abril de 2021 a través de la plataforma.

## Recepción
En Rotten Tomatoes, el 96% de las 52 reseñas de los críticos son positivas, con una puntuación media de 7,7/10. El consenso es el siguiente: "La rara película que capta la pasión que impulsa la maestría creativa. El consenso del sitio web reza: "La rara película que capta la pasión que impulsa el dominio de las búsquedas creativas, El discípulo reafirma al guionista y director Chaitanya Tamhane como un maestro emergente de su oficio". Metacritic, que utiliza una media ponderada, asignó a la película una puntuación de 83 sobre 100, basada en 13 críticas, lo que indica "aclamación universal".

## Premios y nominaciones
| Premio                                    | Fecha de la ceremonia    | Categoría                                   | Destinatarios     | Resultado | Ref(s) |
| ----------------------------------------- | ------------------------ | ------------------------------------------- | ----------------- | --------- | ------ |
| Festival Internacional de Cine de Venecia | 12 de septiembre de 2020 | Leon de Oro                                 | El discípulo      | Nominada  |        |
| Festival Internacional de Cine de Venecia | 12 de septiembre de 2020 | Osella de Oro al Mejor Guion                | Chaitanya Tamhane | Ganadora  | [ 16 ] |
| Festival Internacional de Cine de Venecia | 12 de septiembre de 2020 | Premio FIPRESCI de la Crítica Internacional | El discípulo      | Ganadora  | [ 17 ] |
| Festival Internacional de Cine de Toronto | 21 de septiembre de 2020 | Premio Amplificar Voces                     | El discípulo      | Ganadora  |        |
| Premios Espíritu Independiente            | 22 de abril de 2021      | Mejor película internacional                | El discípulo      | Nominada  | [ 18 ] |
| Premios de cine asiático                  | 8 de octubre de 2021     | La mejor película                           | El discípulo      | Nominada  | [ 19 ] |
| Premios de cine asiático                  | 8 de octubre de 2021     | Mejor guion                                 | Chaitanya Tamhane | Ganadora  | [ 20 ] |